# 日本外来精神医療学会
日本外来精神医療学会（にほんがいらいせいしんいりょうがっかい）は、精神医療および外来診療の進歩・発展を図ることを目的として2001年に設立された学会である。外来医療において新しい外来機能の研究・開発を推進し、外来精神医療・精神保健・福祉・相談に携わる人々が職域・職種を越えて集い、外来の独自性をもった臨床学を確立することを目的としている。
主な事業活動は年次大会の開催、セミナー、ワークショップ等の研修会の開催、学会誌の発刊、ニュースレターの発刊などである。

## 機関誌
- 外来精神医療

## 会員数
- 不明